# Olof Lind (präst)
Olof Lind, född 25 september 1701 i Hudiksvall, död 7 mars 1765 i Söderhamn, var en svensk präst.
Lind, som var son till handlanden Olof Lind, blev student vid Uppsala universitet 1718 och prästvigdes 1727. Han var ursprungligen huspredikant och tjänstgjorde därefter i Skeppsholms församling, där han var pastorsadjunkt 1734–1747 och komminister 1747–1757. Han var slutligen kyrkoherde i Söderhamns församling från 1757 till sitt frånfälle.
Lind var påverkad av Johann Konrad Dippel och blev anhängare till Erik Tolstadius pietism. Trots att Lind mötte misstro hos det högre prästerskapet, var det främst hans förtjänst att Tolstadius klarade sig undan från avsättning. Under senare delen av 1740-talet blev Lind, under inflytande av Thore Odhelius, en ivrig anhängare av herrnhutismen. I Söderhamn lade han grunden till en omfattande herrnhutism, den första av de väckelserörelser som senare fick betydande spridning i Norrland. Lind utgav ett tyskt-svenskt lexikon och predikningar.